# San Miguel (hrabstwo Contra Costa)
San Miguel – jednostka osadnicza w Stanach Zjednoczonych, w stanie Kalifornia, w hrabstwie Contra Costa.